# Micronissa delphinaria
Micronissa delphinaria är en fjärilsart som beskrevs av Swinhoe 1893. Micronissa delphinaria ingår i släktet Micronissa och familjen mätare. Inga underarter finns listade i Catalogue of Life.